# Alliance nationale d'Anguilla
L'Alliance nationale d'Anguilla (en anglais, Anguilla National Alliance) est un ancien parti politique conservateur d'Anguilla, membre de l'Union démocrate caribéenne, qui fondé en 1980.

## Historique
En 1977, Emile Gumbs conteste Ronald Webster, ministre en chef d'Anguilla et leader du Parti populaire progressiste. À la suite d'un vote de défiance, Gumbs devient le nouveau ministre en chef du territoire.
L'Alliance nationale d'Anguilla (ANA) est créée en 1980 par Gumbs et d'autres parlementaires issus du PPP pour se présenter la même année aux élections, où elle subit une sévère défaite face au Mouvement uni d'Anguilla et seul Gumbs sauve son siège. Aux élections de 1981, l'ANA obtient deux députés et en 1984, elle remporte la victoire face au Mouvement uni d'Anguilla, permettant à Emile Gumbs de redevenir ministre en chef. En s'alliant avec divers candidats indépendants au sein de l'Assemblée, l'ANA se maintient au pouvoir pendant dix ans. Mais elle subit une défaite en 1994 face au Parti uni anguillais et entre alors dans l'opposition. Cependant, l'ANA profite de tensions au sein du Parti uni pour se rapprocher de députés ayant formé le Parti démocratique d'Anguilla.
Le 7 janvier 2000, l'Alliance nationale d'Anguilla se fond avec le Parti démocratique d'Anguilla pour former le Front uni d'Anguilla sous la direction d'Osbourne Fleming.